# Левонтин, Мешулам
Мешулам Левонтин (1886, Могилёв — 18 сентября 1957, Тель-Авив) — израильский врач.

## Биография
Родился в семье деятеля еврейского поселенческого движения в Палестине Залмана-Давида Левонтина и Ципоры (Ципы-Фейги) Гилелевны Каган — родной сестры Маркуса Гилелевича Кагана (отца Р. Гиносар и Д. Ха-Коэна), Ольги Ильиничны (Гилелевны) Аронсон (матери Г. Я. Аронсона). Начал изучение медицины в Московском университете, получил докторскую степень в университете Мюнхена.
В 1911 году эмигрировал в Палестину. В годы Первой мировой войны служил военврачом в еврейских частях британской армии. С начала 1920-х годов по 1933 год возглавлял больницу «Хадасса» в Тель-Авиве (после 1933 года глава эпидемиологического отделения этой больницы), стоял у истоков службы скорой помощи в ишуве «Маген Давид Адом», в 1936 году создал первую службу сдачи крови в Палестине. Во время Второй мировой войны входил в руководство гражданской обороны в Палестине.